# Mar ap Ceneu
Mar ap Ceneu Ve siècle (?) prince brittonique légendaire du Hen Ogledd.

## Contexte
Mar ou Mor dont le nom est peut-être une celtisation du nom latin Marius apparaît comme fils de Ceneu mab Coel dans les généalogie des Hommes du Nord. Dans le Bonedd Gwŷr y Gogledd il est le père de Arthwys mab Mar et à l'origine de plusieurs lignées prestigieuses:
- Clydno Eidin & Chynan Genhir & Chynuelyn Drwsgyl, Kynvawr Hadgaddvc & Chatrawt Calchuynyd, meibon Kynnwyt Kynnwydyon m. Kynuelyn m. Arthwys m. Mar m. Keneu m. Coel

- Dunawt & Cherwyd & Sawyl Pen Uchel meibyon Pabo Post Prydein m. Arthwys m. Mar m. Keneu m. Coel

- Gwrgi & Phered meibon Eliffer Gosgord Uawr m. Arthwys m. Mar m. Keneu m. Coel

- Gwendoleu & Nud & Chof meibyon Keidyaw m. Arthwys m. Mar m. Keneu m. Coel

D'autres fils lui sont attribués comme Lleenog dans les  Généalogies du Jesus College MS. 20 mais dans d'autres versions ce dernier est présenté comme un fils de Masgwid Gloff notamment  dans les  Harleian genealogies. Ce qui semble démonter que Mar et Maswig Gloff sont deux noms désignant la même personne. Dans les textes postérieurs le forme  Mar est souvent transformée en Mor.

## Source
- (en) Peter Bartrum, A Welsh classical dictionary: people in history and legend up to about A.D. 1000, Aberystwyth, National Library of Wales, 1993, p. 514 MAR ap CENEU. (435)